# Геология Боснии и Герцеговины
Геология Боснии и Герцеговины ― изучение горных пород, минералов, воды, форм рельефа и геологической истории Боснии и Герцеговины. Самые древние породы, обнаженные на поверхности или вблизи неё, относятся к палеозойскому и докембрийскому периодам, а геологическая история региона остается малоизученной. Сложные скопления флиша, офиолитов, меланжа и магматических массивов вместе с мощными осадочными слоями являются определяющими характеристиками Динарского нагорья (Динаридов), которые доминируют над большей частью ландшафта страны.

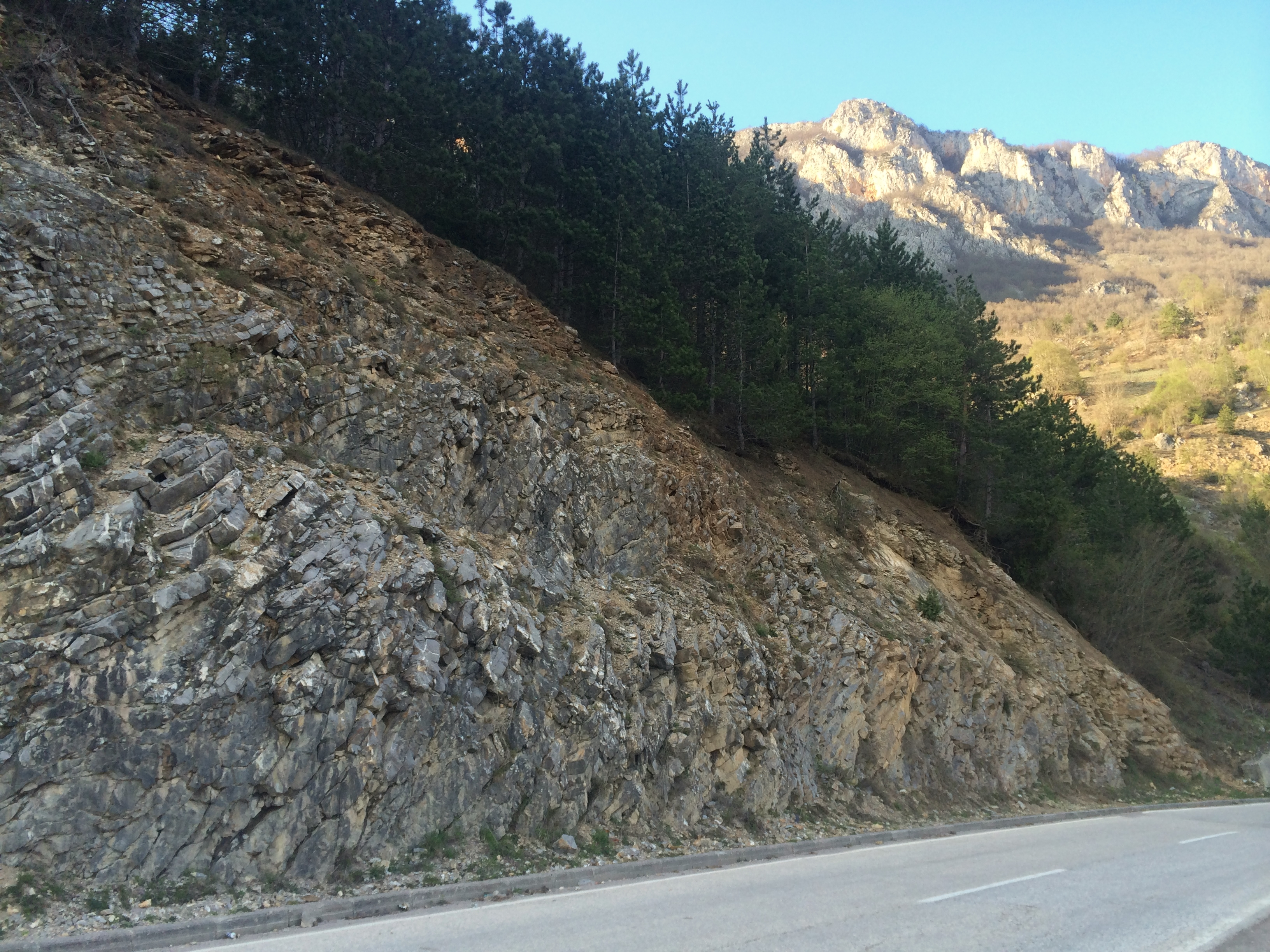
Cлои известняка рядом с дорогой в Донья Стрмица

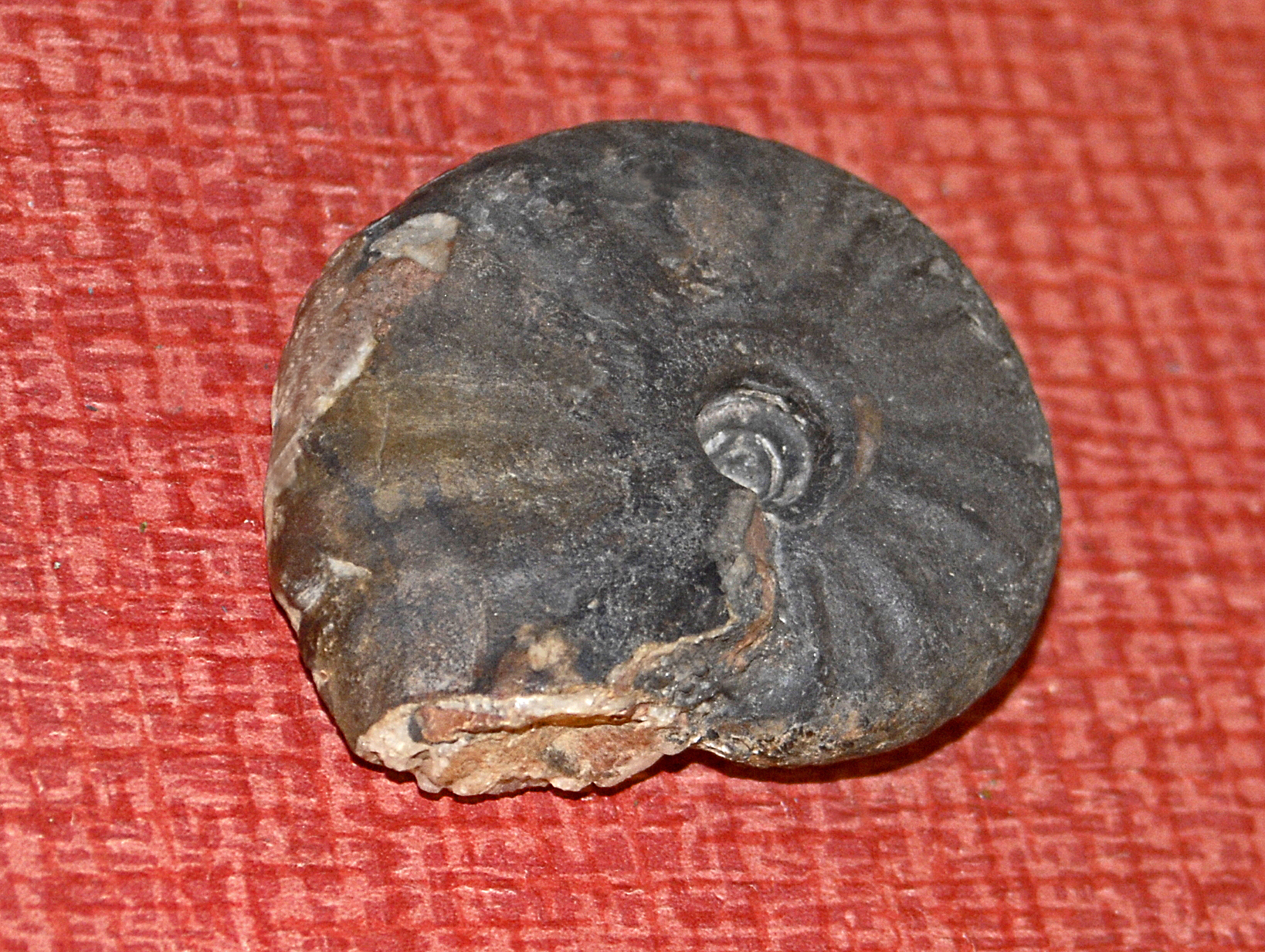
Окаменелость аммонита Ptychites studeri из триасовых пород в Боснии и Герцеговине

## Стратиграфия,тектоникаи геологическая история
Палеозойские аллохтонные образования обнаружены в нижних слоях на северо-восточном краю Динаридов, на изолированных участках в северо-западной, центральной, восточной и юго-восточной Боснии и Герцеговине и сложены метапсамитами, метапелитами и меньшим количеством вулканических и карбонатных пород. Юго-восточная палеозойская зона состоит из филлита, сланцевого метапесчаника и кристаллизованного известняка, перекрытых сланцем и дополнительным филлитом.
Пермские породы в основном представляют собой красный песчаник со сланцами, метапесчаником, известняком, гипсом, ангидритом и конгломератами.

## Мезозой(251–66 миллионов лет назад)
В течение триаса рифтовая деятельность вытесняла изверженные породы, в том числе массивы объемом до 50 км³, сложенные габбро, диоритом, гранодиоритом, гранитом, альбитом, сиенитом, а иногда вызывала их метаморфоз в зеленые сланцы или амфиболиты в толще метаморфических фаций.
Истинные триасовые вулканические породы, вынесенные на поверхность извержением, встречаются реже, в основном базальты, андезиты и дациты, преобразованные в спилитовые, кератофировые и пирокластические породы. Древние триасовые породы и карбонатная платформа были покрыты лавой. Гравий, брекчия, сланцы, кремни и офиолиты широко распространены в офиолитовой зоне, в северо-западной и центральной Боснии. Эта зона выделяется как «окно» внутри триас-палеозойской слое, имеющей мощность 1,5 км. Меланж в этой хаотической осадочной толще содержит обломки габбро, диабаза, перидотита, базальта и амфиболита, а также обломки титонского известняка.
Перидотит — одна из самых распространенных пород в офиолитах, с огромными деформированными пластинами размером до 500 км³. Амфиболиты, переплетенные с перидотитом, датируются 170–160 млн лет назад.
Ультраосновные массивы в офиолитовой зоне неравномерно перекрыты позднеюрскими и позднемеловыми песчаниками, мергелями, сланцами и известняками мощностью до 1 км. Эти слои переслаиваются с титонский ярусом, альбскими и сенонскими известняками. Крупнозернистые обломочные породы содержат обломки офиолитов, амфиболитов, граувакк, сланцев, кремней, известняков и гальки красного гранита. В северных Динаридах конец мела в Вардарской зоне отмечен туронскими известняками.

## Кайнозой(66 миллионов лет назад – настоящее время)
В северных Динаридах слой флиша толщиной в несколько метров сложен маастрихтскими песчаниками, алевритами и сланцами, палеоценовыми кальцитовыми сланцами, известняковыми песчаниками, песчанистыми известняками и известняками. Флиш покрыт большим количеством известняка среднего эоцена.
В некоторых случаях расслоение позднемелового и палеогенового флиша с вулканитами приводило к метаморфизму при умеренном давлении. Горные породы переходят от песчаника, сланца, мергеля и известняка к глинистым сланцам и метапесчанику вместе с зеленым сланцем, слюдой, амфиболитом, гнейсом и филлитом. Малые и средние плутоны встречаются в приповерхностном слое, в пределах метаморфических пород. Стронциево-аргоновое датирование гранитоидов из Мотаики дало возраст 48 миллионов лет.
После образования Динаридов южная часть Паннонской равнины была заполнена отнангско-карпатскими соляными образованиями мощностью до 700 м, баденскими морскими глинами, песчаниками, конгломератами и известняками, сарматскими солоноватыми глинами и паннонскими и понтийскими речными песками и глинами.

## История геологических исследований
Первые крупные геологические исследования в Боснии и Герцеговине были проведены австро-венгерскими геологами в 1880-х годах, а карты были опубликованы лишь тридцать лет спустя. После Второй мировой войны обширная добыча полезных ископаемых потребовала дополнительных исследований. Французские геологи сыграли в этом ведущую роль в конце 1960-х и начале 1970-х годов.

## Геология природных ресурсов
Босния и Герцеговина имеет давнюю горнодобывающую традицию, которая насчитывает более 2000 лет, со иллирийцев и римлян. Особенно это относится к добыче металлов из палеозойско-триасового шариаза, сформировавшегося в период каледонского и герцинского орогенеза и триаса. Раннепалеозойские породы содержат метапелит и метапсамит, а также низкосортные гематит и магнетит. Каменноугольные сидерит-анкеритовые месторождения, обогащенные железом, традиционно добывались на рудниках близ Любии.